# Аманбаев, Толобек
Толобек Аманбаев (2 сентября 1939— 27 декабря 2023) — старший чабан колхоза «Россия», Киргизская ССР. Герой Социалистического Труда (1991).

## Биография
Родился 2 сентября 1939 года.
Член КПСС. Делегат XIX Всесоюзной конференции КПСС.
Депутат Совета Национальностей Верховного Совета СССР XI созыва 1984—1989 от Киргизской ССР.
Жил на территории Айтматовского района. Скончался 27 декабря 2023 года.

## Награды
- Герой Социалистического Труда (1991)